# Itești, Bacău
Itești este satul de reședință al comunei cu același nume din județul Bacău, Moldova, România.